# 안릉 (조선)
안릉(安陵)은 조선 목조의 비 효공왕후의 능이다. 함경남도 신흥군 가평면 능리에 있다.

## 개요
함경남도 신흥군 가평면 능리에 있는 목조의 비 효공왕후 이씨의 능이다. 효공왕후는 태조 이성계의 고조모이다.
조선 개국 직후인 1392년(태조 원년) 음력 8월 8일 태조의 4대조의 무덤에 이방원을 보내어 치제하고 능호를 올렸다. 이때 이씨의 무덤에는 안릉(安陵)의 능호가 올려졌고, 음력 10월 28일에는 능지기 권무 2명, 수릉호 몇 호와 재궁을 두었다. 1397년(태조 6년) 음력 12월 22일에는 정도전을 동북면 도선무순찰사로 보내면서, 거리가 멀어 제사에 소홀할 수 밖에 없었던 덕릉과 안릉을 함께 관리하게 하였다. 이후 1397년(태조 7년)에는 역참의 폐해를 줄이고자 하는 목적으로 청해도찰리사를 통해 능을 관리하게 하였다. 한편 이때까지 안릉은 목조의 무덤인 덕릉과 함께 함경도 공주(현 라선시 사회리 옛 경흥군 경흥면 고성동)에 있었는데, 이 지역은 두 왕릉이 있다는 이유로 경원도호부로 승격되었다.
1410년(태종 10년) 음력 2월부터 본격적으로 덕릉과 안릉에 대한 이장이 거론되었다. 이 해 음력 8월부터 파묘한 다음 9월에 함주의 빈전에 봉안하였다가, 음력 10월 28일 덕릉과 함께 함주 북쪽 50리에 있는 달단동에 이장하였다. 이때 덕릉은 서편에 두고, 안릉은 동편에 두었다. 이어 1411년(태종 11년) 음력 1월 26일 동북면 도순문사를 통해 재궁을 짓게 하였다. 1459년(세조 5년) 음력 1월에는 경원(덕릉과 안릉의 초장지)에 남아있던 두 능의 표석도 모두 철거하였다.
안릉에는 종9품의 참봉 1명을 두었으며, 안릉참봉은 종친부에서 함경도에 거주하는 국성(전주 이씨) 중 1명을 골라 배치하였다. 안릉은 순조 ~ 고종 연간에 여러 차례에 걸쳐 수축 및 수개를 실시하였다.
한편 2009년 6월 27일 대한민국에 있는 조선왕릉이 세계문화유산으로 등재되었으나, 안릉은 그 대상에 포함되지 않았다.